# Kuolionsaari (ö i Idensalmi)
Kuolionsaari är en ö i Iso-Iisjön i Finland. Ordet kuolionsaari hänvisar antagligen att ön har varit begravningsplats. Ön ligger i sjön Iso-Ii och Pikku-Ii och i kommunen Idensalmi i den ekonomiska regionen  Övre Savolax och landskapet Norra Savolax, i den centrala delen av landet, 400 km norr om huvudstaden Helsingfors. Öns area är 1,3 hektar och dess största längd är 430 meter i nord-sydlig riktning.